# روجر باكون
روجر بايكون (1220 / 611 هـ – 1292 / 693 هـ)، ويعرف أيضاً باسم Doctor Mirabilis أي «المعلم المذهل» باللاتينية، كان فيلسوفا أنجليزيا وراهباً فرانسيسكياً وهو الذي وضع التأكيد على التجربة. ويشكر أحياناً على إنجازه كأول أوروبي يضع قوانين المنهج العلمي وقد أثرت أعمال أفلاطون عليه عندما رأى العلوم الإسلامية، وطبق باكون طريقة ابن الهيثم التجريبية على الملاحظات في النصوص المنسوبة إلى أرسطو. سجن لفترة بسبب آرائه واهتماماته (حوالى عام 1278 م).

## حياته
وُلد روجر باكون في إيلشيستر في مقاطعة سومرست الإنجليزية خلال أوائل القرن الثالث عشر في إحدى السنوات التالية: 1210 أو 1213 أو 1214 أو 1215. ويميل العلماء إلى تقدير تاريخ عام ميلاده في عام 1220 رغم وجود خلافات حول ذلك. المصدر الوحيد لتاريخ ميلاده هو ما كتبه عام 1267 في كتاب (العمل العظيم المجلد الثالث): «مر أربعون عاما منذ أن تعلمت الأبجدية لأول مرة». يفترض واضعوا التواريخ الأخيرة أن كلامه يشير إلى الألفبائية نفسها، لكن باكون استخدم المصطلح في مكان آخر من كتابه للإشارة إلى الدراسة الابتدائية أو (المقدمات) أو (التعاليم) التي شكل مناهج العصور الوسطى. ويبدو أن وضع عائلته كان جيدًا.
درس باكون في جامعة أكسفورد. غادر روبرت جروسيتيست قبل وصول باكون بفترة قصيرة إلا أن أعماله وتراثه أثروا على نحو شبه مؤكد في الباحث الشاب، ومن المحتمل أن باكون قام بزيارته لاحقًا مع وليام شيروود في لينكولن. أصبح باكون أستاذًا في جامعة أكسفورد، حيث كان يحاضر في فلسفة أرسطو. لا يوجد أي دليل على نيله درجة الدكتوراه.
قبل دعوة للتدريس في جامعة باريس في عام 1237 أو في مرحلة ما خلال العقد التالي. ألقى أثناء وجوده هناك محاضرات حول قواعد اللغة اللاتينية والمنطق الأرسطي والحساب والهندسة والجوانب الرياضية لعلم الفلك والموسيقى. كان من بين زملائه في أعضاء هيئة التدريس روبرت كيلواردبي وألبيرتوس ماغنوس وبيتر الإسباني والبابا يوحنا الحادي والعشرين (أصبح بابا فيما بعد). كان ريتشارد روفوس منافسا علميًا له. ترك عمله في باريس في عام 1247 أو بعد ذلك بفترة وجيزة.
إن مكان وجوده خلال العقد التالي غير معروف عندما عمل كباحث منفرد، لكن من المحتمل أنه كان في جامعة أكسفورد بين عامي 1248 و1251 حيث التقى آدم مارش، وأقام في باريس عام 1251. بدا أنه درس معظم الأعمال الإغريقية والعربية المتعلقة بعلم البصريات (كانت تعرف آنذاك باسم المنظور). يذكر في مقطع من كتاب (العمل العظيم المجلد الثالث) أنه أخذ استراحة لمدة عامين من ابحاثه في مرحلة ما.
أدى الاستياء من معاملة الملك التفضيلية لأقاربه المهاجرين من آل لوزينيان بحلول أواخر القرن الخامس عشر الميلادي إلى انقلاب وفرض أحكام أكسفورد وأحكام ويستمنستر وإنشاء مجلس باروني وبرلمانات تتجدد باستمرار.
برّأ البابا أوربان الرابع الملك من القَسَم الدستوري في عام 1261، قاد سيمون دي مونتفورت قوة بعد مقاومته ثم تعاظمت هذه القوة بسبب عدم نجاح زراعة المحاصيل وحاكمت المسؤولين في حرب البارونات الثانية. اعتُبرت عائلة باكون من أنصار الملك واستولى رجال دي مونتفورت على ممتلكاته وأرسلوا عدة أفراد منهم إلى المنفى.
أصبح باكون في عام 1256 أو 1257 راهبًا في الرهبنة الفرنسيسكانية في باريس أو أكسفورد على غرار العلماء الإنجليز من أمثال جروسيتيست ومارش. قُيدت أنشطة باكون بعد عام 1260 بموجب قانون حظر على الرهبان نشر الكتب أو المنشورات دون موافقة مسبقة. من المحتمل أنه أُعطي مهام ثانوية بشكل دائم للحد من وقت تفكيره وكان ذلك من وجهة نظره غياب قسري عن الحياة الأكاديمية.
بحث بحلول منتصف ستينيات القرن العشرين عن رعاة يستطيعون الحصول على الإذن والتمويل لعودته إلى أكسفورد. تمكن باكون بعد ذلك من التغلب على رؤسائه من خلال معرفته بـ غي فولك وأسقف ناربون وكاردينال سابينا والمندوب البابوي الذي تفاوض بين المجموعات الملكية والبارونية في إنجلترا.

## أعماله

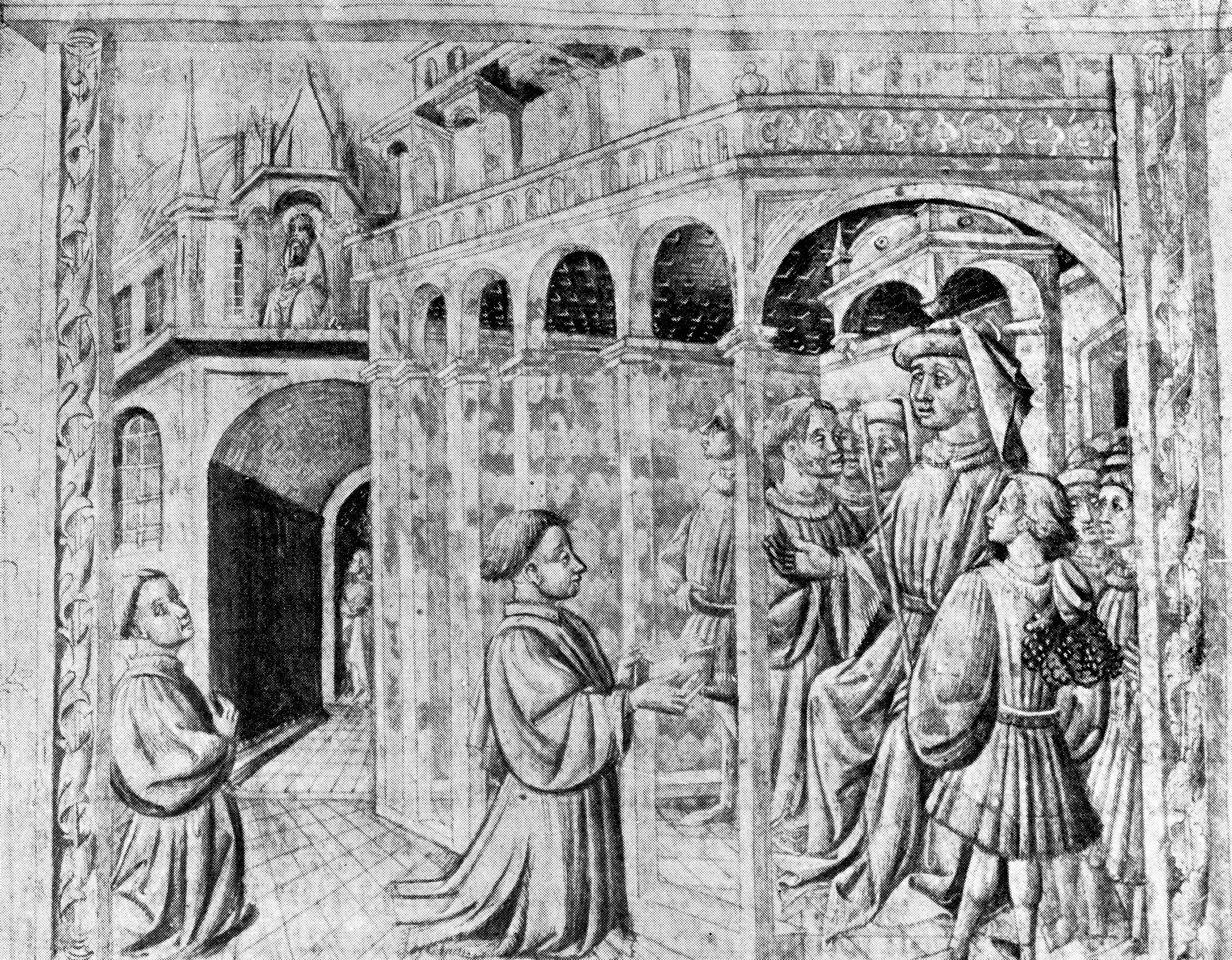
مخطوطة لباكون يظهر فيها مقدمًا أحد أعماله إلى مستشار جامعة باريس

اعتمدت الفلسفة الأوروبية في العصور الوسطى غالبًا على التوسل بالمرجعية لأعضاء الكنيسة مثل القديس أغسطينوس، وعلى أعمال أفلاطون وأرسطو التي ترجمت إلى اللغة اللاتينية ترجمة غير دقيقة (كانت الترجمة خاطئة تمامًا في بعض الأحيان). بدأ بحلول القرن الثالث عشر توفر أعمال جديدة وإصدارات أفضل (بالعربية أو ترجمات لاتينية جديدة من العربية) من خلال تدفقها شمالًا من إسبانيا. استخدم روجر باكون في كتاباته كلام أرسطو الذي طلب فيه جمع الحقائق قبل استنباط العلم ضد ممارسات معاصريه من العلماء قائلا: «من هنا يبدأ اسكات العقل».
دعا باكون أيضًا إلى إعادة النظر فيما يتعلق بعلم الإلهيات. وقال إنه بدلاً من مناقشة الفروق الفلسفية البسيطة يجب على علماء اللاهوت تركيز اهتمامهم بشكل أساسي على الكتاب المقدس نفسه وتعلم لغات مصادره الأصلية بدقة. كان يجيد العديد من هذه اللغات، وكان قادرًا على ملاحظة العديد من أخطاء الكتاب المقدس وأعمال الفلاسفة اليونانيين التي أسيء تفسيرها أو ترجمتها من قبل علماء يعملون باللغة اللاتينية. كما طالب بتعليم دارسي علم اللاهوت الفلسفة الطبيعية وإضافتها إلى مناهج العصور الوسطى.

### كتاب العمل العظيم

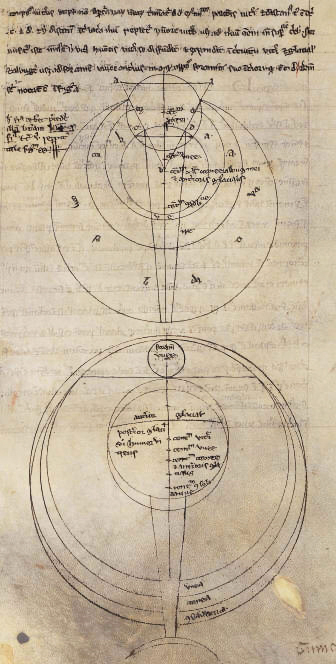
جانب من ما وضعه باكون لدراساته في علم المنظور

يحتوي أكبر أعمال باكون «العمل العظيم» (باللاتينية: Opus Majus) على أبحاث في الرياضيات والبصريات والخيمياء وعلم الفلك، واحتوى على نظريات عن مواقع وأحجام الأجرام السماوية. وهو مقسم إلى سبعة أقسام هي:
- الأسباب الأربعة العامة للجهل البشري.[30]
- تقارب الفلسفة مع علم اللاهوت.[31]
- فوائد القواعد النحوية.[32]
- فائدة الرياضيات في علوم الفيزياء.[33]
- علم المنظور.[34]
- العلوم التجريبية.[35]
- فلسفة الأخلاق.[36]

لم يكن الهدف من الكتاب أن يكون عملاً كاملاً ولكنه وسيلة مقنعة واقتراح لإصلاح المناهج الجامعية القروسطية وإنشاء نوع من المكاتب أو الموسوعات وتحفيز الخبراء على إنجاز مجموعة من الدراسات الشمولية حول هذه المواضيع. كانت المواضيع الجديدة هي المنظور (علم البصريات)، وعلم الفلك (بما في ذلك علم الفلك الصحيح والتنجيم والجغرافيا اللازمة لدراستهما)، وعلم الأثقال (فيه بعض الدراسات الميكانيكية ولكن هذا القسم قد فُقد من الكتاب)، وعلوم الخيمياء والزراعة (بما في ذلك علم النبات وعلم الحيوان)، والطب، والعلوم التجريبية، وفلسفة العلوم التي سترشد الطلاب الآخرين. يُقال أنَّ القسم المتعلق بالجغرافيا كان يحتوي في الأصل على خريطة تستند إلى حسابات قديمة وعربية من خطوط الطول والعرض لكنها غير موجودة الآن. كانت فرضيته (الخاطئة) التي تقول أنَّ الأراضي الصلبة تشكل الجزء الأكبر من الكرة الأرضية مشابهة لتلك التي أرشدت كولومبوس فيما بعد.
انتقد باكون في هذا العمل ألكسندر الهالزي وألبرتوس ماغنوس اللذين ذاع سيطهما على الرغم من اكتسابهما المعرفة من أرسطو ليس إلّا. استُقبل ألبرتوس في باريس كعالم من مقام أرسطو وابن سينا وابن رشد الأمر الذي شجبه باكون قائلا: «لم يحدث أمر سيئ مثل هذا في العالم من قبل».
يصف باكون في الجزء الأول من كتاب العمل العظيم بعض الفلاسفة بالحكماء أو القلة الموهوبين، ورأى أن معرفتهم في الفلسفة واللاهوت متفوقة على الفلاسفة العاديين. وضع المفكرين الإسلاميين بين عامي 1210 وعام 1265 في مرتبة خاصة واصفا إياهم بـ «أفضل الفلاسفة والكتّاب المقدسون» وأيّد فكرة دمج جوانب محددة من الفلسفة الإسلامية في التعليم المسيحي.

### إجراء إصلاح على التقويم
اقترح باكون في الجزء الرابع من كتاب العمل العظيم إجراء تعديلات متقاربة مشابهة للنظام الذي قُدم عام 1582 في عهد البابا غريغوريوس الثالث عشر. أكمل باكون عمل روبرت جروسيتيست بالاعتماد على علم الفلك اليوناني والإسلامي القديم في العصور الوسطى الذي كان قد وصل قبل فترة قصيرة إلى أوروبا الغربية عبر إسبانيا، وانتُقد التقويم اليولياني في ذلك الوقت باعتباره «خاطئًا ومضحكًا».[بحاجة لمصدر]
أصبح من الواضح أن افتراض إيودوكسوس وسوسيغنيس على مدار قرون أن السنة تتشكل من 365 يوم وربع اليوم كان خاطئا كثيرًا. قال باكون أن ذلك يعني أن عيد القيامة قد تأخر لمدة 9 أيام منذ انعقاد مجمع نيقية الأول. لم يُعمل باقتراحه الذي نصّ على حذف يوم واحد كل 125 عامًا ووقف حساب الاعتدالات والانقلابات الشمسية الثابتة حتى وفاة البابا كليمنت الرابع في عام 1268. يحذف التقويم الميلادي النهائي يوم واحد من القرون الثلاثة الأولى في كل مجموعة مكونة من 4 قرون.

## روابط خارجية
- روجر باكون على موقع الموسوعة البريطانية (الإنجليزية)
- روجر باكون على موقع إن إن دي بي (الإنجليزية)